# Miss America

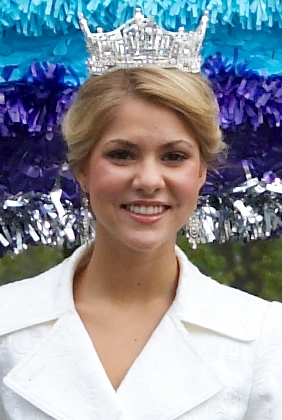
Kirsten Haglund, Miss America 2008

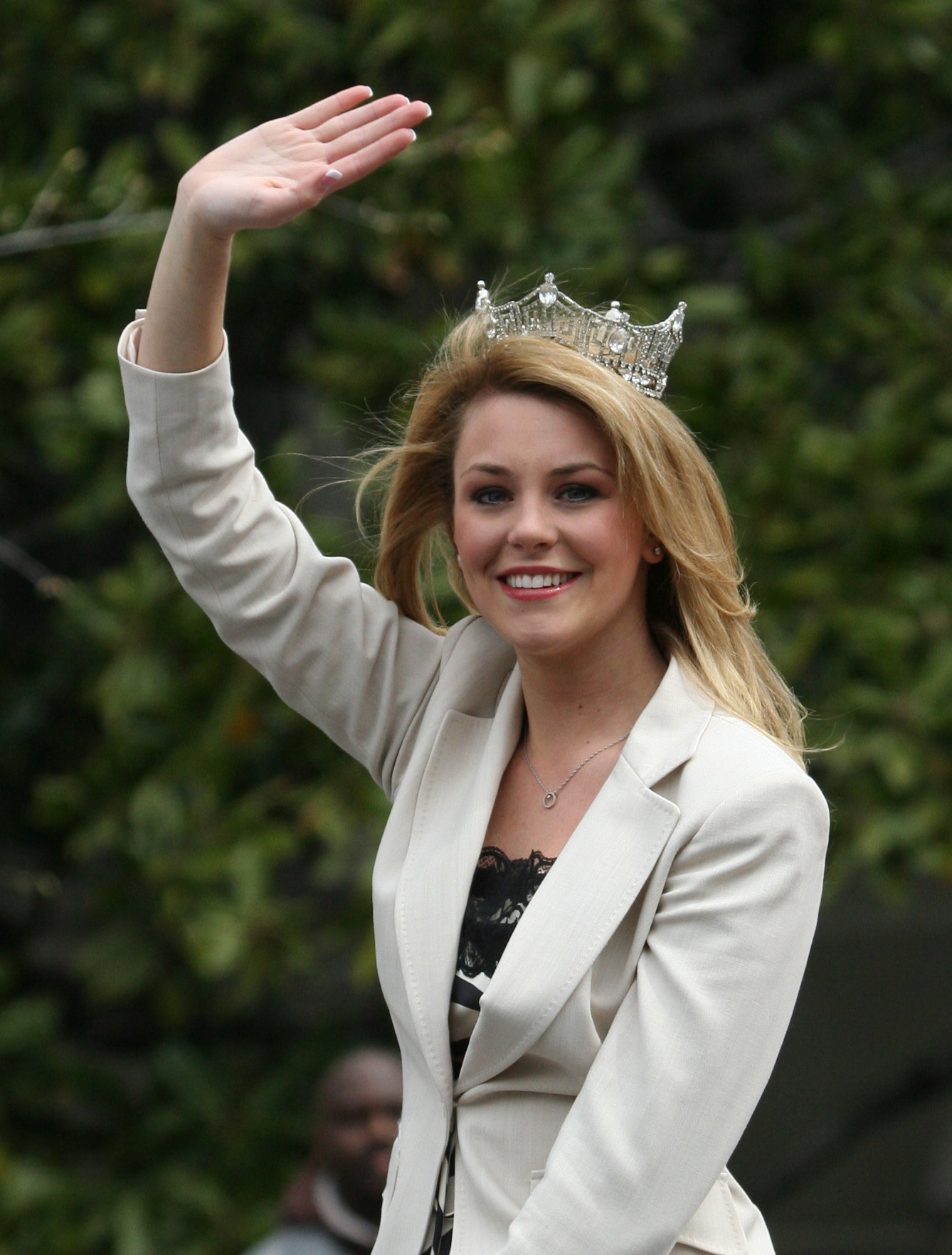
Lauren Nelson, Miss America 2007

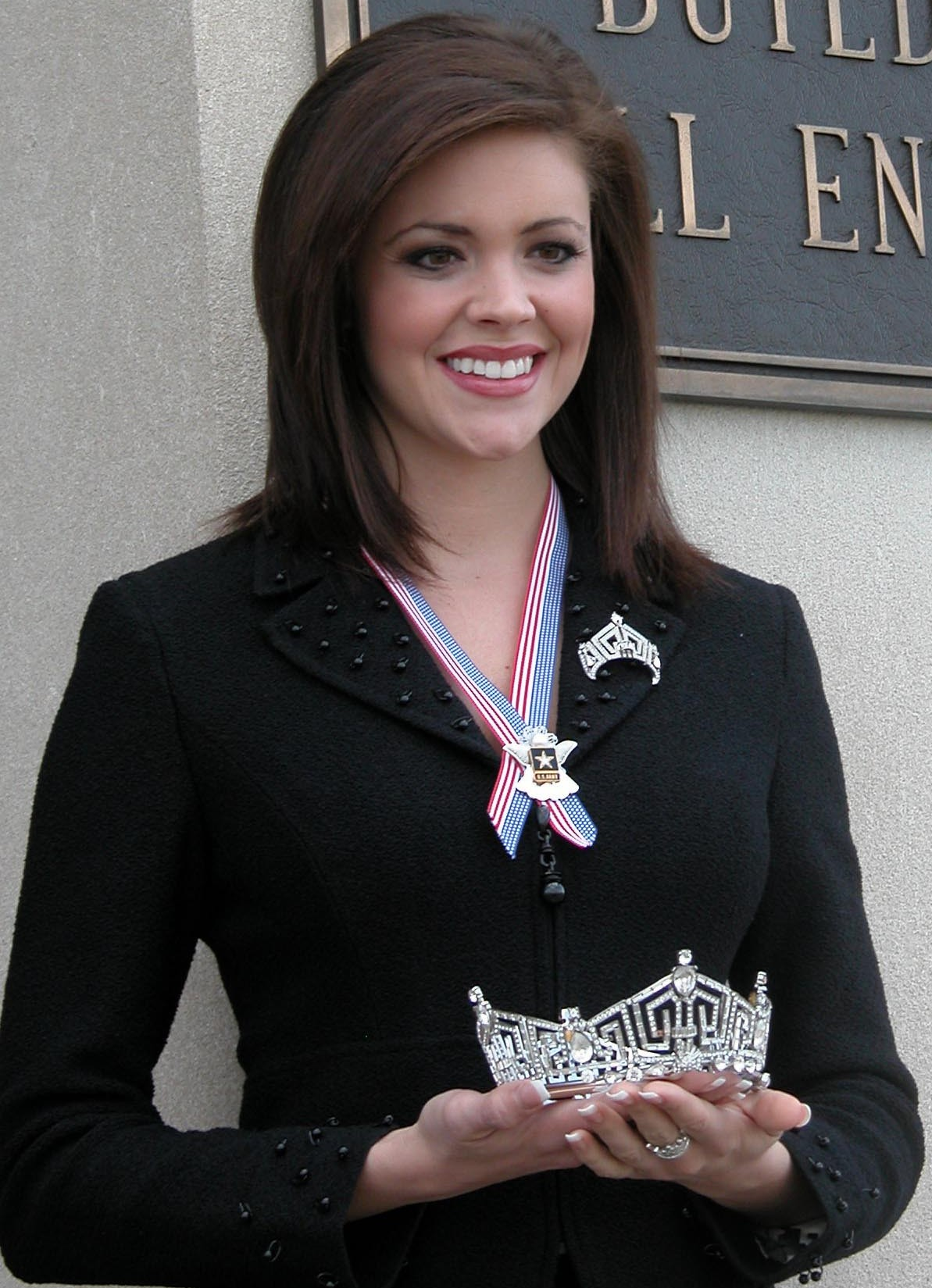
Jennifer Berry, Miss America 2006

Miss America là một cuộc thi sắc đẹp thường niên được tổ chức tại nước Mỹ. Cuộc thi lần đầu tiên được tổ chức vào năm 1921 với địa điểm truyền thống là thành phố Atlantic, New Jersey. Mỗi năm Miss America có 52 thí sinh tham dự, đại diện cho 50 tiểu bang trên khắp nước Mỹ cộng với Washington, D.C. và Quần đảo Virgin thuộc Mỹ. Phần thưởng dành cho người thắng cuộc là một học bổng có giá trị rất lớn do tổ chức Miss America chi trả cho bất cứ trường đại học nào hoa hậu muốn theo học.

## Cuộc thi
Cuộc thi Miss America ngày nay có 52 thí sinh tham dự. Các thí sinh tham dự cuộc thi Miss America bắt buộc phải là người chiến thắng ở cuộc thi hoa hậu cấp tiểu bang. Bên cạnh 50 bang của Hoa Kỳ, đặc khu Washington, D.C. cũng như vùng lãnh thổ Quần đảo Virgin thuộc Mỹ cũng tham dự cuộc thi này. Tuy nhiên Miss America không có sự tham gia của Guam hay Puerto Rico.
Các thí sinh tham gia cuộc thi Miss America sẽ phải trải qua 5 phần thi bắt buộc:
- Phỏng vấn riêng với ban giám khảo
- Tài năng
- Áo tắm
- Trang phục dạ hội
- Ứng xử trên sân khấu

Tuy nhiên bắt đầu từ năm 2019, ban tổ chức cuộc thi Miss America tuyên bố phần thi áo tắm sẽ bị loại bỏ và trong phần thi trang phục dạ hội, thí sinh có thể diện bất cứ trang phục nào họ cảm thấy thoải mái nhất chứ không nhất thiết là những bộ váy dài thướt tha.

## Lịch sử
Cuộc thi Miss America đầu tiên được tổ chức vào ngày 7 tháng 9 năm 1921 tại thành phố Atlantic, bang New Jersey với chiến thắng thuộc về người đẹp Margaret Gorman. Năm 1935, phần thi tài năng đã được thêm vào cuộc thi. Trong suốt một thời gian dài, cuộc thi Miss America bị phê phán là có thái độ phân biệt chủng tộc. "Luật số 7" của cuộc thi quy định các thí sinh tham dự cuộc thi "phải có sức khỏe tốt và là người da trắng". Tuy nhiên đến thập niên 1970, những thí sinh người Mỹ gốc Phi đầu tiên đã bắt đầu tham dự cuộc thi.
Trong một thời gian dài, Miss America là cuộc thi sắc đẹp độc tôn của nước Mỹ với uy tín vô cùng to lớn. Năm 1951, Yolande Betbeze - Miss America năm đó đã từ chối mặc áo tắm của hãng quần áo Catlina Swimwear, một đơn vị tài trợ của cuộc thi Miss America. Hãng thời trang này sau đó rút đi và thành lập ra hai cuộc thi sắc đẹp mới là Miss USA và Hoa hậu Hoàn vũ (Miss Universe). Ngày nay, dù có lịch sử lâu đời hơn nhưng Miss America lại bị Miss USA lấn lướt nhờ có nguồn kinh phí dồi dào cũng như quyền chọn người đại diện nước Mỹ tại cuộc thi Hoa hậu Hoàn vũ.

## Danh sách các Miss America
Xem Danh sách Miss America
| Năm  | Miss America          | Tiểu bang | Địa điểm tổ chức  |
| ---- | --------------------- | --------- | ----------------- |
| 2009 | Katie Stam            | Indiana   |                   |
| 2008 | Kirsten Haglund       | Michigan  | Las Vegas, Nevada |
| 2007 | Lauren Nelson         | Oklahoma  |                   |
| 2006 | Jennifer Berry        | Oklahoma  |                   |
| 2005 | Deidre Downs          | Alabama   |                   |
| 2004 | Ericka Dunlap         | Florida   |                   |
| 2003 | Erika Harold          | Illinois  |                   |
| 2002 | Katie Harman          | Oregon    |                   |
| 2001 | Angela Perez Baraquio | Hawaii    |                   |